# Leisure Suit Larry: Reloaded
Leisure Suit Larry: Reloaded es una aventura gráfica lanzada el 27 de junio de 2013 por N-Fusion Interactive y Replay Games junto con el creador de la serie, Al Lowe. El videojuego está disponible para Microsoft Windows, Linux, OS X, Android e iOS. Es una versión mejorada del juego de Sierra On-Line de 1987, Leisure Suit Larry in the Land of the Lounge Lizards, que ya tuvo anteriormente otro remake, en 1991, que añadió gráficos VGA.
El desarrollo se financió mediante una campaña exitosa de crowdfunding mediante Kickstarter, los distribuidores afirman que se trata del primer videojuego importante en ser lanzado tras el boom generado por Double Fine Adventure.

## Argumento
Larry Laffer es un vendedor de software que, tras pasar sus casi 40 años solo y sin amor, decide viajar a Lost Wages en un intento de perder la virginidad y, de poder ser, encontrar el verdadero amor.

## Jugabilidad
Al igual que el remake de 1990, el videojuego utiliza una interfaz point-and-click. El videojuego se compone de varios puzles que se deben resolver mediante las acciones permitidas por la interfaz, como mirar, hablar, lamer o usar los objetos o personas que pueblan el juego.
Hay cinco localizaciones principales en el videojuego, el bar de Lefty, el casino, el mini-mart y la discoteca. Larry deberá moverse entre ellas para conocer y seducir a cinco mujeres que se encuentran en Lost Wages

## Desarrollo
En octubre de 2011, Replay Games, tras llegar a un acuerdo con Codemasters, los actuales propietarios de la propiedad intelectual, anunció un remake de Leisure Suit Larry in the Land of the Lounge Lizards al que llamaron Leisure Suit Larry: Reloaded (Título alternativo: Leisure Suit Larry in the Land of the Lounge Lizards: the 25th Anniversary Edition), que tendría gráficos HD, estaría totalmente doblado y sería lanzado en varias plataformas, incluidas plataformas móviles como tablets o teléfonos inteligentes. Originalmente el juego iba a ser desarrollado por la compañía israelí Adventure Mob, pero finalmente el proyecto fue adjudicado a N-Fusion Interactive.
Para ayudar a la financiación del proyecto se lanzó una campaña en Kickstarter en abril de 2012 durante la cual recaudaron 655 182 dólares (el objetivo era de 500 000 dólares). Varios exempleados de Sierra On-Line se involucraron en el desarrollo, incluido el creador de la saga Al Lowe. Austin Wintory se encargaría de la banda sonora. Replay Games prometió que el juego tendría contenidos nuevos, incluyendo a una nueva chica, llamada Jasmine.
Según Al Lowe, el objetivo del proyecto no era el de hacer un remake igual a los originales, limitándose a mejorar los gráficos. Pretendían crear un videojuego mucho mejor y este proyecto le daba la oportunidad de corregir algunos de los puzles que había querido cambiar desde hacía 20 años. Lowe añadió que el resto de la saga, o incluso otros clásicos de Sierra, podrían ser desarrollados de nuevo si las ventas eran propicias.
En principio el juego debía ser lanzado en octubre de 2012, pero debido a la gran cantidad de contenido nuevo que añadieron se retrasó el lanzamiento hasta marzo de 2013 y luego fue retrasado de nuevo hasta Mayo o junio de 2013, finalmente, el 18 de junio de 2013, Al Lowe confirmó como fecha de lanzamiento el 27 de junio de 2013.
El 11 de diciembre de 2013 Al Lowe anunció que ponía fin a su relación con Replay Games, y que no participaría en futuros proyectos de Leisure Suit Larry mientras Replay Games siguiera siendo responsable de ellos, dejando el futuro de la serie en el aire.